# 翻訳終結因子
翻訳終結因子（ほんやくしゅうけついんし、英: release factor、略称: RF）は、mRNA配列中の終止コドンを認識し、翻訳を終結させるタンパク質である。翻訳終結因子は新生ペプチドをリボソームから放出させるため、release factorと呼ばれる。

## 背景
mRNAの翻訳時には、大部分のコドンはチャージされた（アミノ酸が付加された）tRNA分子（アミノアシルtRNA）によって認識される。アミノアシルtRNAには、各tRNAのアンチコドンに特異的に対応するアミノ酸が付加されている。標準的な遺伝暗号には、UAG（amber）、UAA（ochre）、UGA（opalもしくはumber）と呼ばれる3種類の終止コドンが存在し、これら終止コドンは通常のコドンと同様に3塩基からなるが、tRNAによって解読されるわけではない。このことは1967年にマリオ・カペッキによって発見され、通常はtRNAは終止コドンを全く認識しておらず、"release factor"と名付けられたペプチド鎖の放出を担う因子はtRNAではなくタンパク質であることが示された。後に、異なる終止コドンは異なる終結因子によって認識されていることが示された。

## 分類
翻訳終結因子は2つのクラスに分類される。クラス1に分類されるものは終止コドンを認識する因子であり、tRNAを模倣する形でリボソームのAサイトに結合し、新生ポリペプチドを放出してリボソームの解体をもたらす。クラス2に属する終結因子はGTPアーゼであり、クラスI因子の活性を高める。また、クラスI因子のリボソームからの解離も補助する。
細菌の翻訳終結因子には、RF1、RF2、RF3（遺伝子名としてはprfA、prfB、prfC）が含まれる。RF1とRF2はクラス1に属し、RF1はUAAとUAG、RF2はUAAとUGAを認識する。RF3はクラス2に属する。真核生物と古細菌の翻訳終結因子も同様な命名がなされており、それぞれ"eRF"、"aRF"と呼ばれている。a/eRF1は3種類の終止コドン全てを認識し、eRF3（古細菌ではaEF1α）はRF3と同様に機能する。
細菌型と真核生物・古細菌型の翻訳終結因子は、それぞれ別々に進化したものであると考えられている。両者のクラス1因子には配列や構造レベルの相同性は見られず、クラス2因子の相同性はGTPアーゼであるという点に限られている。RF3はEF-Gから、eRF3はeEF1αからそれぞれ進化したと考えられている。
共生起源を裏付けるように、真核生物のミトコンドリアや色素体は細菌型のクラス1終結因子を利用する。2019年4月現在、オルガネラのクラス2因子に関する明確な報告はなされていない。

### ヒトの遺伝子
- RF1（ミトコンドリア）: MTRF1（英語版）, MTRF1L（英語版）, MRPL58 (ICT1), MTRFR (C12orf65)
- eRF1: ETF1（英語版）
- eRF3: GSPT1（英語版）, GSPT2（英語版）

## 構造と機能
3種類の終結因子それぞれが結合した細菌の70Sリボソームの結晶構造が解かれており、RF1/2によるコドンの認識や、RF3のEF-Gと類似した回転の詳細が明らかにされている。eRF1やeRF3が結合した哺乳類の80Sリボソームのクライオ電顕構造も得られており、これらの因子による構造的再編成が明らかにされている。各パーツの既知の結晶構造を電顕像にフィッティングすることにより、この過程のより詳細が明らかとなっている。
どちらの系においても、クラスII因子（RF3・eRF3）がリボソームに普遍的に存在するGTPアーゼ結合部位に結合し、クラスI因子はAサイトに結合する。

### 細菌
細菌のクラス1因子は4つのドメインに分けられる。触媒に重要なモチーフには次のようなものがある。
- ドメイン2のトリペプチドアンチコドン（tripeptide anticodon）モチーフ: RF1のP[AV]T、RF2のSPF配列。実際に水素結合を介して終止コドンの認識に関与しているのは1残基のみである。
- ドメイン3のGGQモチーフ: ペプチジル-tRNAヒドロラーゼ活性に重要。

リボソームのAサイトに結合したRF1/2は、ドメイン2、3、4が翻訳伸長時のtRNAと同じ位置を占める。終止コドンの認識によってRFは活性化され、コンパクトなコンフォメーションから開いたコンフォメーションへの変化が促進される。その結果、GGQモチーフはPサイトのtRNAの3'末端に隣接したpeptidyl transferase center（PTC、ペプチド結合形成反応の活性中心）へ移動する。ペプチジルtRNAのペプチド-tRNA間のエステル結合の加水分解（この反応はin vitroではpH依存性を示す）に伴い、切断されたペプチドは遊離する。RF3はこの翻訳終結複合体からRF1/2を解離させるためにも必要である。
ペプチドの放出後、Pサイトに残されたtRNAやmRNAを放出してリボソームを再利用可能なものとするためには、再生（recycling）過程が必要がある。この過程はIF1–IF3もしくはRRF–EF-Gなどの因子によって担われており、70Sリボソームの50S、30Sサブユニットへの分割などが行われる。

### 真核生物と古細菌
eRF1は、N（N-terminal）、M（middle）、C（C-teminal）、minidomainの4つのドメインに分けられる。
- Nドメインは終止コドンの認識を担う。認識モチーフは、TASNIKSとYxCxxxFである。
- MドメインのGGQモチーフはペプチジル-tRNAヒドロラーゼ活性に重要である。

細菌型の終結因子とは異なり、eRF1–eRF3–GTPは複合体として共にリボソームへ結合する。eRF1とeRF3の結合は、eRF3上のGRFTLRDモチーフを介して行われる。終止コドンの認識によってeRF3はGTPを加水分解し、その結果生じる動きによってGGQモチーフはPTCに移動してペプチジルtRNAの加水分解が可能となる。また、この動きによってこの終結前複合体のtoeprintには+2ヌクレオチドのシフトが引き起こされる。古細菌のaRF1–EF1α–GTP複合体も同様に機能し、aa-tRNA–EF-Tu–GTPの機構と類似している。
真核生物では、相同な系であるDom34/Pelota–Hbs1によって、何らかの問題で翻訳中に停止したリボソームの解体が行われる。これらにはGGQモチーフは存在しない。再生や分割の過程はABCE1によって媒介される。